# Fractura mecànica
|  | Per a altres significats, vegeu «Fractura». |

En mecànica, una fractura és la separació d'un material en diversos trossos a conseqüència de la tensió. La fractura d'un objecte sòlid sol ser deguda a la formació de superfícies de discontinuïtat en el desplaçament al seu interior. Quan el desplaçament es desenvolupa en perpendicular a la superfície del desplaçament, es tracta d'una fractura per tracció normal, mentre que si es desenvolupa de manera tangencial a la superfície, es tracta d'una fractura per cisallament o dislocació.
Les fractures precedides per una deformació visible són fractures dúctils, mentre que les altres són fractures fràgils. La resistència al trencament d'un objecte és el nivell de tensió necessari per provocar-ne la fallada o fractura. La mecànica de la fractura és la ciència que estudia els processos de fractura en els materials.